# Cyclisme aux Jeux d'Amérique centrale et des Caraïbes de 2014
Navigation
Mayagüez 2010 Barranquilla 2018
Les compétitions de cyclisme des Jeux d'Amérique centrale et des Caraïbes de 2014 se déroulent du 15 au 23 novembre 2014, au Mexique.
Vingt-six épreuves comprenant quatre disciplines, le cyclisme sur route, le cyclisme sur piste, le vélo tout terrain et le BMX sont au programme.

## Podiums

### Cyclisme sur route
Les compétitions contre-la-montre et en ligne se déroulent sur la route reliant Xalapa à Coatepec (es), les dimanche 16 et 23 novembre 2014.
| Épreuves                | Or                         | Or                              | Argent                    | Argent       | Bronze                     | Bronze       |
| ----------------------- | -------------------------- | ------------------------------- | ------------------------- | ------------ | -------------------------- | ------------ |
| Hommes Course en ligne  | Carlos Gálviz Venezuela    | les 154,4 km en 3 h 49 min 54 s | Florencio Ramos Mexique   | à 27 s       | Manuel Rodas Guatemala     | à 45 s       |
| Hommes contre-la-montre | Brayan Ramírez Colombie    | les 40 km en 52 min 9 s         | Fernando Gaviria Colombie | à 2 min 39 s | Bernardo Colex Mexique     | à 2 min 47 s |
| Femmes Course en ligne  | Marlies Mejías Cuba        | les 77,2 km en 2 h 11 min 11 s  | Yumari González Cuba      | m.t.         | María Luisa Calle Colombie | à 2 s        |
| Femmes contre-la-montre | María Luisa Calle Colombie | les 20 km en 29 min 1 s         | Serika Gulumá Colombie    | à 1 min 1 s  | Lilibeth Chácon Venezuela  | à 1 min 32 s |

### Cyclisme sur piste
Les compétitions se déroulent sur le vélodrome de Xalapa, du lundi 17 au vendredi 21 novembre 2014.
| Épreuves                | Or                                                                      | Argent                                                                     | Bronze                                                                 |
| ----------------------- | ----------------------------------------------------------------------- | -------------------------------------------------------------------------- | ---------------------------------------------------------------------- |
| Compétitions masculines |                                                                         |                                                                            |                                                                        |
| Kilomètre               | Fabián Puerta Colombie                                                  | Ángel Pulgar Venezuela                                                     | Anderson Parra Colombie                                                |
| Keirin                  | Fabián Puerta Colombie                                                  | Hersony Canelón Venezuela                                                  | Kwesi Browne Trinité-et-Tobago                                         |
| Vitesse individuelle    | Fabián Puerta Colombie                                                  | Hersony Canelón Venezuela                                                  | Jair Tjon En Fa Suriname                                               |
| Vitesse par équipes     | Venezuela Hersony Canelón Ángel Pulgar César Marcano                    | Colombie Fabián Puerta Anderson Parra Rubén Darío Murillo                  | Mexique Ismael Verdugo Rubén Horta Roberto Serrano                     |
| Poursuite individuelle  | Juan Esteban Arango Colombie                                            | Ignacio Prado Mexique                                                      | Víctor Moreno Venezuela                                                |
| Poursuite par équipes   | Colombie Juan Esteban Arango Weimar Roldán Jordan Parra Eduardo Estrada | Mexique Ignacio Sarabia José Ramón Aguirre Diego Yépez Ignacio Prado       | Venezuela Manuel Briceño Víctor Moreno Máximo Rojas Randall Figueroa   |
| Course aux points       | Weimar Roldán Colombie                                                  | Arnold Alcolea Cuba                                                        | Luis Macías Mexique                                                    |
| Scratch                 | Alejandro Padilla Guatemala                                             | Diego Yépez Mexique                                                        | Jordan Parra Colombie                                                  |
| Omnium                  | Fernando Gaviria Colombie                                               | Ignacio Sarabia Mexique                                                    | Víctor Moreno Venezuela                                                |
| Compétitions féminines  |                                                                         |                                                                            |                                                                        |
| 500 mètres              | Lisandra Guerra Cuba                                                    | Daniela Gaxiola Mexique                                                    | Frany Fong Mexique                                                     |
| Keirin                  | Lisandra Guerra Cuba                                                    | Daniela Larreal Venezuela                                                  | Daniela Gaxiola Mexique                                                |
| Vitesse individuelle    | Lisandra Guerra Cuba                                                    | Diana García Colombie                                                      | Daniela Gaxiola Mexique                                                |
| Vitesse par équipes     | Cuba Lisandra Guerra Marlies Mejías                                     | Mexique Frany Fong Daniela Gaxiola                                         | Venezuela Daniela Larreal Marynes Prada                                |
| Poursuite individuelle  | Marlies Mejías Cuba                                                     | Yudelmis Domínguez Cuba                                                    | María Luisa Calle Colombie                                             |
| Poursuite par équipes   | Cuba Marlies Mejías Arlenis Sierra Yudelmis Domínguez Yumari González   | Mexique Jessica Bonilla Yareli Salazar Íngrid Drexel Mayra del Rocío Rocha | Colombie Milena Salcedo Valentina Paniagua Lorena Vargas Jessica Parra |
| Course aux points       | Yareli Salazar Mexique                                                  | Yudelmis Domínguez Cuba                                                    | Lilibeth Chácon Venezuela                                              |
| Scratch                 | Angie González Venezuela                                                | Yareli Salazar Mexique                                                     | Arlenis Sierra Cuba                                                    |
| Omnium                  | Marlies Mejías Cuba                                                     | Milena Salcedo Colombie                                                    | Angie González Venezuela                                               |

### VTT
Les compétitions se déroulent à Coatepec (es), le samedi 15 novembre 2014.
| Épreuves             | Or                        | Argent                   | Bronze                    |
| -------------------- | ------------------------- | ------------------------ | ------------------------- |
| Hommes Cross-country | Leonardo Páez Colombie    | Fabio Castañeda Colombie | Andrey Fonseca Costa Rica |
| Femmes Cross-country | Daniela Campuzano Mexique | Lorenza Morfín Mexique   | Adriana Rojas Costa Rica  |

### BMX
Les compétitions se déroulent à Xalapa, dans le parc Natural, le samedi 22 novembre 2014.
| Épreuves            | Or                      | Argent                      | Bronze                       |
| ------------------- | ----------------------- | --------------------------- | ---------------------------- |
| Hommes Course élite | Carlos Ramírez Colombie | Carlos Oquendo Colombie     | Christopher Mireles Mexique  |
| Femmes Course élite | Mariana Pajón Colombie  | Stefany Hernández Venezuela | Dominique Daniels Porto Rico |

## Tableau des médailles
| Rang  | Nation            | Or | Argent | Bronze | Total |
| ----- | ----------------- | -- | ------ | ------ | ----- |
| 1     | Colombie          | 12 | 7      | 5      | 24    |
| 2     | Cuba              | 8  | 4      | 1      | 13    |
| 3     | Venezuela         | 3  | 5      | 7      | 15    |
| 4     | Mexique           | 2  | 10     | 7      | 19    |
| 5     | Guatemala         | 1  | 0      | 1      | 2     |
| 6     | Costa Rica        | 0  | 0      | 2      | 2     |
| 7     | Porto Rico        | 0  | 0      | 1      | 1     |
| -     | Suriname          | 0  | 0      | 1      | 1     |
| -     | Trinité-et-Tobago | 0  | 0      | 1      | 1     |
| Total | Total             | 26 | 26     | 26     | 78    |